# Johann Ludwig Casper

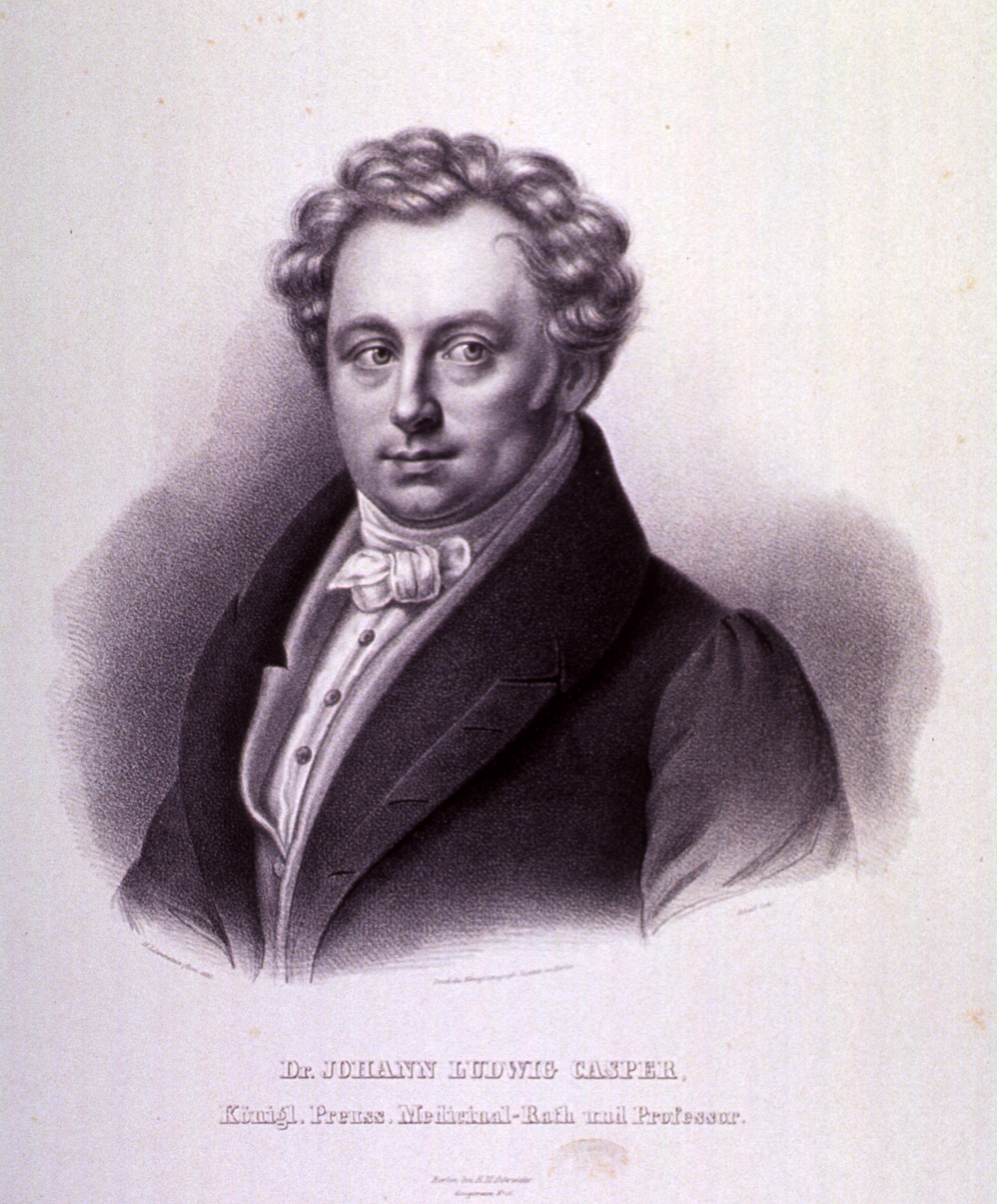
Johann Ludwig Casper (1832).

Johann Ludwig Casper, född 11 mars 1796 i Berlin, död där 24 februari 1864, var en tysk läkare.
Casper var professor i rättsmedicin i Berlin och från 1850 (eller 1841) ledare för det 1833 där upprättade rättsmedicinska institutet. Han utgav i denna egenskap de med stort bifall mottagna Gerichtliche Leichenöffnungen (1850–1853). De främsta bland hans övriga skrifter är Praktisches Handbuch der gerichtlichen Medicin (två band, 1856–1858; åttonde upplagan, med atlas, 1889) och Beiträge zur medicinischen Statistik und Staatsarzneikunde (1825–1835), första försöket till grundläggande av en medicinsk statistik.